# Statesboro Blues
Statesboro Blues ist ein Piedmont Blues, komponiert, getextet und gesungen vom US-amerikanischen Bluesmusiker Blind Willie McTell.

## Lied
Der Titel nimmt Bezug auf die Stadt Statesboro, Georgia. Obwohl McTell in Thomson, Georgia geboren wurde, nannte er in einem Interview Statesboro „mein richtiges Zuhause“. Er machte die erste Aufnahme des Liedes für Victor Records am 17. Oktober 1928. Veröffentlicht wurde der Blues am 4. Januar 1929 (Victor #38001). Die acht Stücke, die er für Victor aufgenommen hat, darunter Statesboro Blues, wurden als „hervorragende Beispiele für das Geschichtenerzählen in der Musik, gepaart mit blendender Gitarrenarbeit“ charakterisiert.
Im Jahr 2016 wurde das Lied aufgrund seiner „kulturellen, historischen oder künstlerischen Bedeutung“ für eine Aufbewahrung im National Recording Registry der Vereinigten Staaten ausgewählt.
Das Lied ist in mehreren Kompilationen von McTells Aufnahmen enthalten.

## Liedtext
Der Liedtext, eine Erzählung in der ersten Person, erzählt die Geschichte eines Mannes, der eine Frau inständig bittet, ihn in ihr Haus zu lassen. Der Erzähler nennt sich in der ersten Strophe des Liedes „Papa McTell“ („Have you got the nerve to drive Papa McTell from your door?“ – „Hast du den Mut, Papa McTell vor der Tür stehen zu lassen?“). Während des ganzen Liedes wird die Frau, die als „Mama“ angesprochen wird, abwechselnd angefleht (gehe mit dem Erzähler „aufs Land“) oder bedrängt („When I leave this time, pretty mama, I’m going away to stay“ – „Wenn ich dieses Mal gehe, hübsche Mama, gehe ich und komme nicht wieder“).
Während der Erzählung wird der „Statesboro Blues“ beschworen – ein unerklärlicher Zustand, an dem der Erzähler und seine ganze Familie leiden („I woke up this morning / Had them Statesboro blues / I looked over in the corner: grandma and grandpa had ’em too“ – „Ich wachte heute morgen auf / Hatte den Statesboro Blues / Ich schaute in die Ecke: Oma und Opa hatten ihn auch“).
Spätere Versionen, wie die von der Allman Brothers Band, haben kürzere, einfachere Texte.

## Coverversionen

### Taj Mahal Coverversion
Der Bluesmusiker Taj Mahal hat 1968 eine populäre Blues-Rock-Adaption von Statesboro Blues auf seinem Debütalbum aufgenommen. Das Lied erreichte ein breites Publikum, da es ebenfalls auf dem meistverkauften Columbia / CBS Sampler The Rock Machine Turns You On zu hören war. Mahal hatte Statesboro Blues vor der oben erwähnten Wiedergabe bereits 1965 oder 1966 als Mitglied der Gruppe Rising Sons aufgenommen. Diese Version des Liedes wurde erst 1992 veröffentlicht.

### The Allman Brothers Band Coverversion

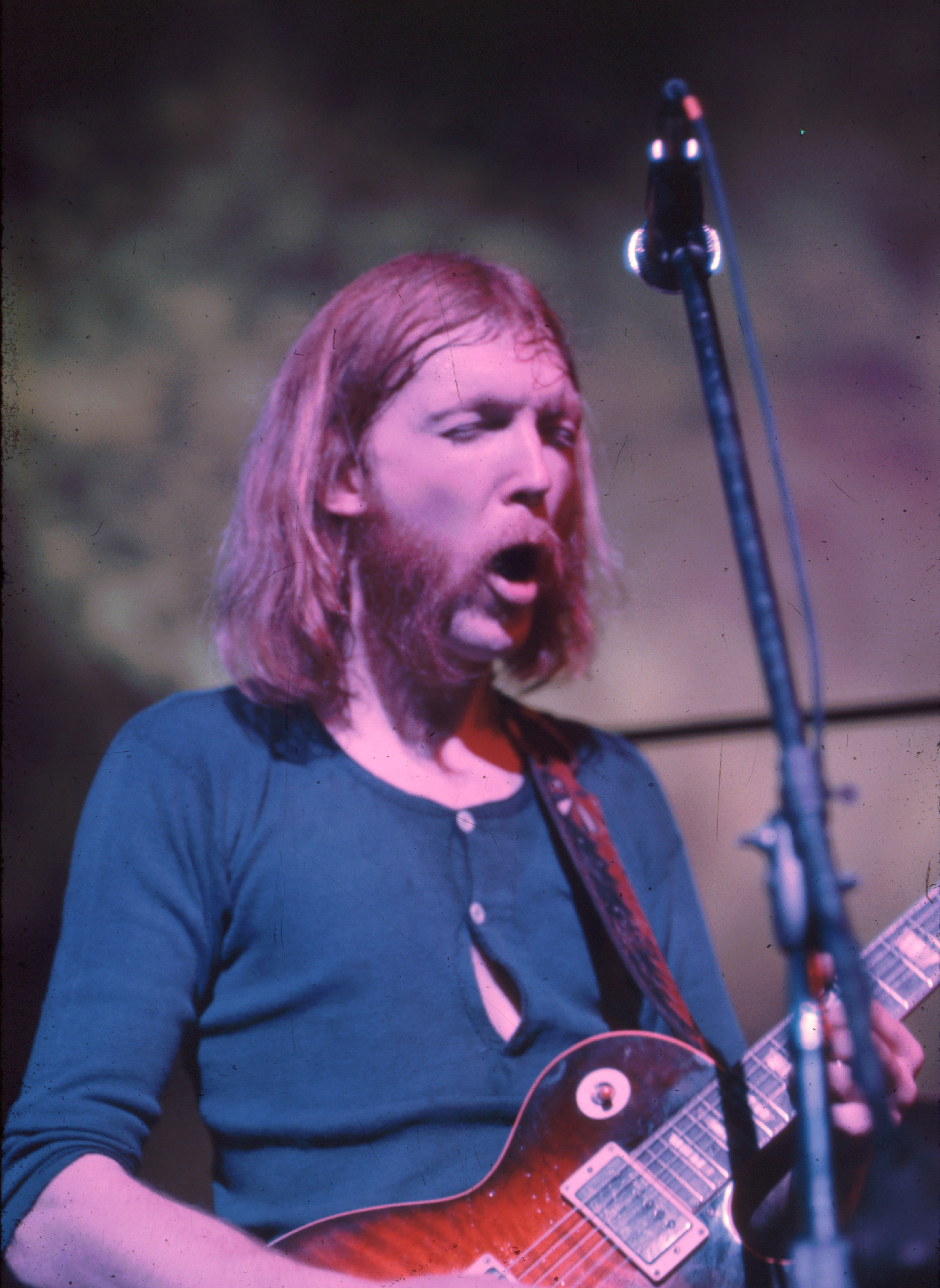
Duane Allman

Die Coverversion von Taj Mahal inspirierte eine Coverversion der Allman Brothers Band, die es auf Platz 9 der Liste der „100 Greatest Guitar Songs of All Time“ des Rolling Stone Magazins geschafft hat. Im Jahr 2005 listete die Zeitung Atlanta Journal-Constitution Statesboro Blues auf Platz 53 der „100 Songs of the South“.
Die Allman Brothers Band nahmen ihre Version des Liedes im März 1971 im Fillmore East auf, das erstmals auf dem Album At Fillmore East aus dem Jahr 1971 veröffentlicht wurde. Duane Allman steuerte das Slide-Gitarrenspiel bei, das Rolling Stone später als

“the moaning and squealing opening licks [that] have given fans chills at live shows”

„die wimmernden und quietschenden Eröffnungs-Licks, die Fans bei Live-Shows Schauer über den Rücken laufen ließ“

bezeichnete.
Allman’s Slide-Riffs bei Statesboro Blues wurden in Gitarrenmagazinen analysiert und transkribiert und die Tonfolgen von Allmans und Dickey Betts Gitarren bei diesem Lied wurden von der Zeitschrift Guitar Player unter die „50 Greatest Tones of All Time“ gewählt.

### Weitere Coverversionen
Weitere Coverversionen von Statesboro Blue existieren zum Beispiel von Dan Fogelberg, John Mayall, the Youngbloods, Dave Van Ronk, David Bromberg, Deep Purple, Pat Travers, Tom Rush und The Devil Makes Three.